# Salone internazionale dell'aeronautica e dello spazio di Parigi-Le Bourget

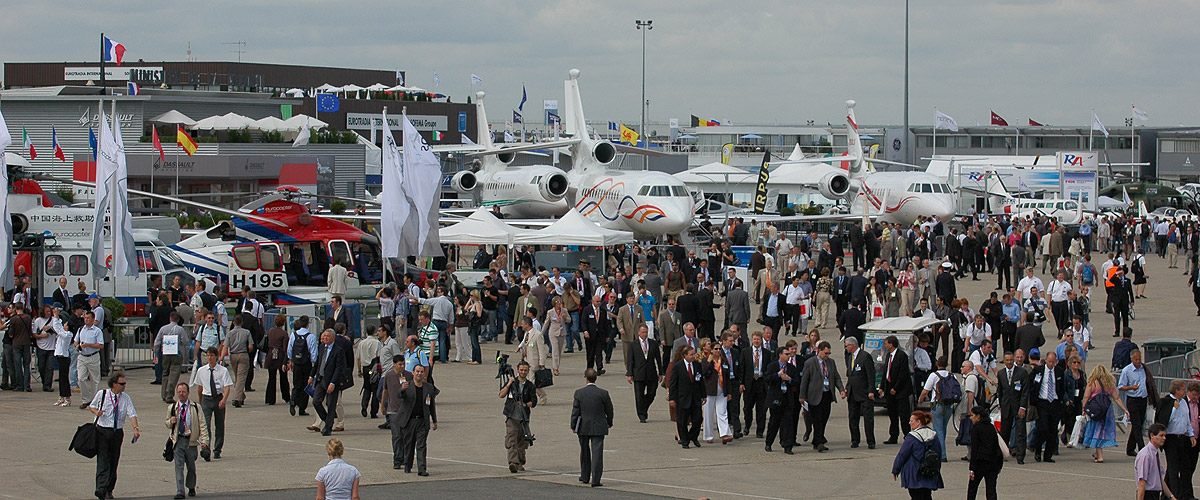
Salone di Le Bourget 2007 - primo giorno

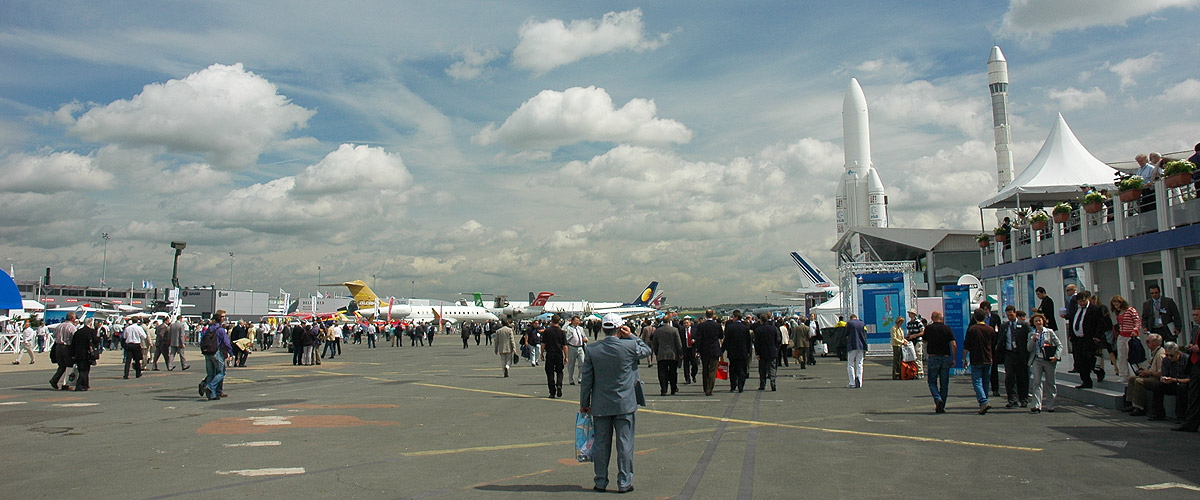
Salone di Le Bourget 2007 - primo giorno

Il Salone internazionale dell'aeronautica e dello spazio di Parigi-Le Bourget (in francese Salon international de l'aéronautique et de l'espace de Paris-Le Bourget), noto anche come Salone di Le Bourget, Paris Air Show, o con la sigla SIAE, è una delle manifestazioni internazionali più importanti di presentazione di materiali aeronautici e spaziali.
Ha sede presso l'Aeroporto di Parigi-Le Bourget, a nord-est di Parigi e viene organizzato ogni due anni. Ricorre negli anni dispari e si alterna con il Salone aeronautico di Farnborough (Farnborough International Exhibition and Flying Display) in Inghilterra e il Salone aeronautico di Berlino (Internationale Luft- und Raumfahrtausstellung Berlin, ILA) in Germania che hanno luogo negli anni pari. Esiste anche un salone concorrente specificamente dedicato agli elicotteri che si tiene ogni anno negli Stati Uniti d'America, ma che non è legato ad una città in particolare.
Organizzato dall'ente che riunisce le industrie francesi del settore (Groupement des industries françaises aéronautiques et spatiales - GIFAS) e il cui principale scopo è quello di presentare i prodotti aeronautici militari e civili ai potenziali acquirenti, è il principale appuntamento fieristico per l'industria aeronautica mondiale, seguito a breve distanza come importanza da Farnborough. Tradizionalmente, i costruttori utilizzano la vetrina dello show per annunciare alla stampa l'acquisizione di alcuni importanti contratti. Partecipano al salone tutte le principali case costruttrici così come le forze armate di molti paesi.
L'esposizione prevede giornate riservate agli operatori professionisti del settore e durante il week end viene aperto al pubblico che giunge numeroso dall'area di Parigi e oltre. I produttori di velivoli presentano spesso i loro modelli più recenti e eseguono spettacolari dimostrazioni in volo.

## Storia

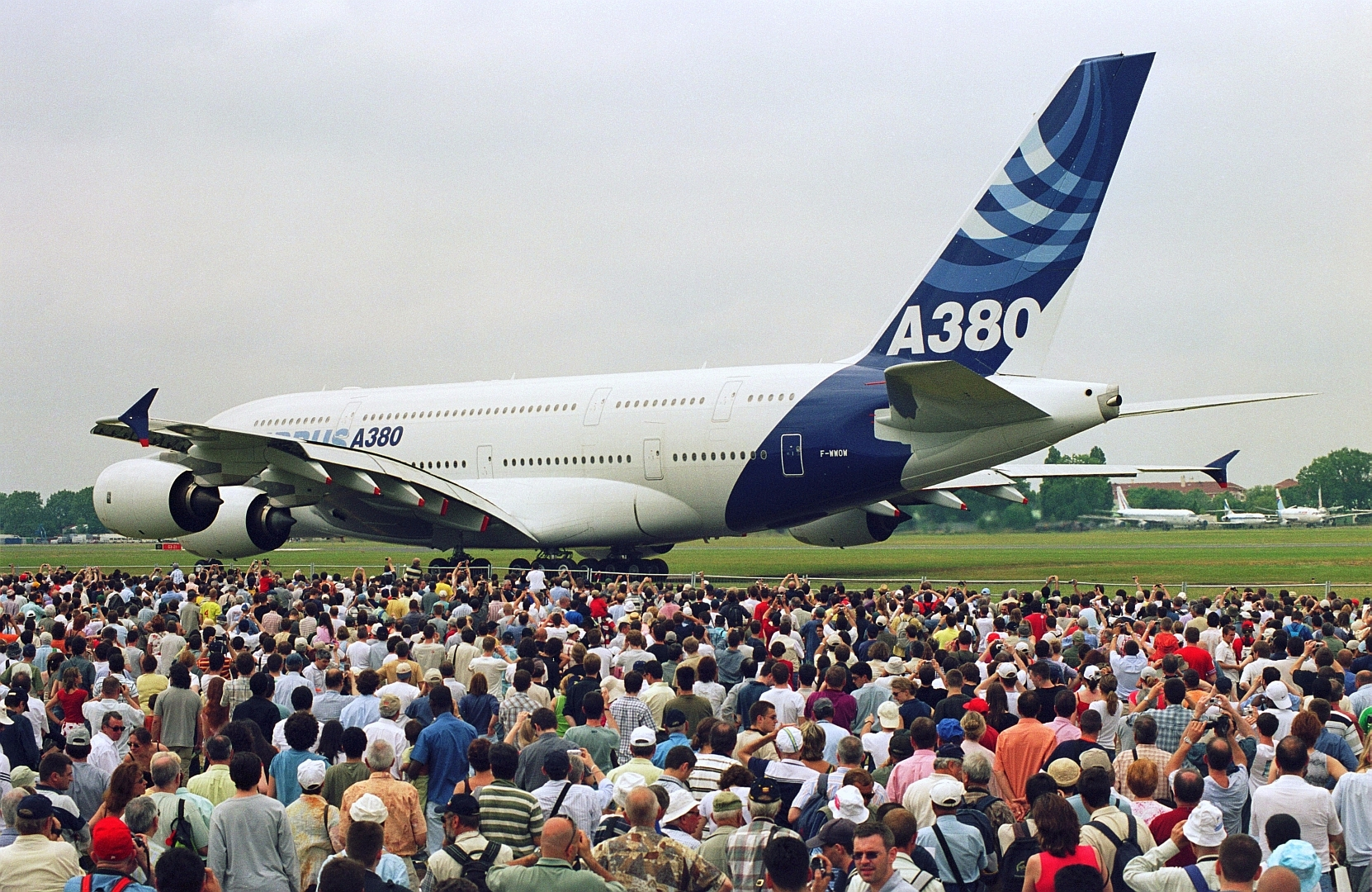
Presentazione dell'A380 nel 2005

La storia dell'esposizione di Parigi risale al primo decennio del XX secolo. Nel 1908 venne creata una sezione del salone dell'auto di Parigi dedicata agli aerei e a partire dal 1909 si tenne una fiera aeronautica al Grand Palais di Parigi. Vennero tenuti altri quattro show prima dell'interruzione a causa della prima guerra mondiale. L'appuntamento riprese nel 1919 e dal 1924 assunse la cadenza biennale. Gli show furono interrotti di nuovo dalla seconda guerra mondiale per poi riprendere dal 1946. A partire dal 1949 è stata nuovamente adottata la periodicità biennale che ha portato alla regola attuale secondo la quale la manifestazione ha luogo negli anni dispari.
Gli show inizialmente tenuti al Grande Palais, affiancarono dal 1949 dimostrazioni in volo presso l'Aeroporto di Orly. Nel 1953 l'esposizione fu trasferita dal centro della città all'aeroporto di Le Bourget.
Nella storia della manifestazione si sono succeduti diversi incidenti aeronautici, alcuni mortali. Il peggiore avvenne nel 1973, quando un Tupolev Tu-144 si destrutturò in volo e precipitò durante la propria esibizione, uccidendo i sei componenti dell'equipaggio e otto persone a terra, abitanti della vicina località di Goussainville.

## Nomi e date
Il salone aeronautico non ha avuto sin dall'inizio la denominazione «Salon international de l'aéronautique et de l'espace de Paris-Le Bourget». Le edizioni si sono susseguite con i seguenti titoli e date:
| Data                                   | Nome dell'esposizione | Incidenti / Avvenimenti importanti                                                               |
| -------------------------------------- | --- | ------------------------------------------------------------------------------------------------ |
| dal 24 al 30 dicembre 1908             | 11eme Salon de l'Automobile sezione « Réservée aux Choses de l'Air » (riservata agli articoli dell'aria)                                     |                                                                                                  |
| dal 25 settembre al 17 ottobre 1909    | 12eme Salon de l'Automobile 1ère Exposition Internationale de la Locomotion Aérienne (con sede il Grand Palais a partire da questa edizione) |                                                                                                  |
| dal 15 ottobre al 2 novembre 1910      | 2eme Exposition de la Locomotion Aérienne |                                                                                                  |
| dal 16 dicembre 1911 al 2 gennaio 1912 | 3eme Exposition de la Locomotion Aérienne |                                                                                                  |
| dal 26 ottobre al 10 novembre 1912     | 4eme Exposition de la Locomotion Aérienne |                                                                                                  |
| dal 5 al 25 dicembre 1913              | 5eme Exposition de la Locomotion Aérienne |                                                                                                  |
| dal 19 dicembre 1919 al 4 gennaio 1920 | 6eme Exposition Internationale de la Locomotion Aérienne                                                                                     |                                                                                                  |
| dal 17 al 27 novembre 1921             | 7eme Salon de l'Aéronautique |                                                                                                  |
| dal 15 dicembre 1922 al 2 gennaio 1923 | 8eme Exposition Internationale de l'Aéronautique                                                                                             |                                                                                                  |
| dal 5 al 21 dicembre 1924              | 9eme Salon d'Aviation |                                                                                                  |
| dal 3 al 19 dicembre 1926              | 10eme Salon d'Aviation |                                                                                                  |
| dal 29 giugno al 15 luglio 1928        | 11eme Salon d'Aviation |                                                                                                  |
| dal 12 novembre al 14 dicembre 1930    | 12eme Salon d'Aviation |                                                                                                  |
| dal 18 novembre al 14 dicembre 1932    | 13eme Salon d'Aviation |                                                                                                  |
| dal 16 novembre al 4 dicembre 1934     | 14eme Salon d'Aviation et 4eme Esposizione della fotogrammetria                                                                              |                                                                                                  |
| dal 13 al 29 novembre 1936             | 15eme Salon d'Aviation |                                                                                                  |
| dal 25 novembre all'11 dicembre 1938   | 16eme Salon d'Aviation |                                                                                                  |
| dal 15 novembre al 1º dicembre 1946    | 17eme Salon Internationale de l'Aviation |                                                                                                  |
| dal 26 aprile al 15 maggio 1949        | 18eme Salon de l'Aéronautique |                                                                                                  |
| dal 15 giugno al 1º luglio 1951        | 19eme Salon International de l'Aéronautique                                                                                                  |                                                                                                  |
| dal 26 giugno al 5 luglio 1953         | 20eme Salon International de l'Aéronautique                                                                                                  |                                                                                                  |
| dal 10 al 19 giugno 1955               | 21eme Salon International de l'Aéronautique                                                                                                  |                                                                                                  |
| dal 24 maggio al 2 giugno 1957         | 22eme Salon International de l'Aéronautique                                                                                                  |                                                                                                  |
| dal 12 al 21 giugno 1959               | 23eme Salon International de l'Aéronautique                                                                                                  |                                                                                                  |
| dal 26 maggio al 4 giugno 1961         | 24eme Salon International de l'Aéronautique 1er Salon de l'Espace                                                                            | Convair B-58 Hustler (3 vittime)                                                                 |
| dal 7 al 16 giugno 1963                | 25eme Salon International de l'Aéronautique et de l'Espace                                                                                   | Hawker Siddeley Harrier P.1127 (senza vittime)                                                   |
| dall'11 al 21 giugno 1965              | 26eme Salon International de l'Aéronautique et de l'Espace                                                                                   | Convair B-58-A Hustler (1 vittima - 2 feriti) Fiat G.91 (9 vittime)                              |
| dal 26 maggio al 4 giugno 1967         | 27eme Salon International de l'Aéronautique et de l'Espace                                                                                   | Fouga Magister della Patrouille de France (1 vittima)                                            |
| dal 29 maggio all'8 giugno 1969        | 28eme Salon International de l'Aéronautique et de l'Espace                                                                                   | Arrivo del Concorde e del Boeing 747                                                             |
| dal 27 maggio al 6 giugno 1971         | 29eme Salon International de l'Aéronautique et de l'Espace                                                                                   |                                                                                                  |
| dal 24 maggio al 3 giugno 1973         | 30eme Salon International de l'Aéronautique et de l'Espace                                                                                   | Tupolev Tu-144 (14 vittime - 60 feriti) Presentazione dell'Airbus A300 B                         |
| dal 30 maggio al 3 giugno 1975         | 31eme Salon International de l'Aéronautique et de l'Espace                                                                                   |                                                                                                  |
| dal 2 al 12 giugno 1977                | 32eme Salon International de l'Aéronautique et de l'Espace                                                                                   | Fairchild A-10-A (1 vittima)                                                                     |
| dal 9 al 17 giugno 1979                | 33eme Salon International de l'Aéronautique et de l'Espace                                                                                   | Presentazione del razzo Ariane e del Mirage 2000                                                 |
| dal 5 al 17 giugno 1981                | 34eme Salon International de l'Aéronautique et de l'Espace                                                                                   | Transall C-160 (nessuna vittima) Dewoitine D.520 (nessuna vittima)                               |
| dal 27 maggio al 5 giugno 1983         | 35eme Salon International de l'Aéronautique et de l'Espace                                                                                   | Soko G-4 Super Galeb (nessuna vittima)                                                           |
| dal 31 maggio al 9 giugno 1985         | 36eme Salon International de l'Aéronautique et de l'Espace                                                                                   | Dornier Seawings Seastar (nessuna vittima)                                                       |
| dal 12 al 21 giugno 1987               | 37eme Salon International de l'Aéronautique et de l'Espace                                                                                   |                                                                                                  |
| dal 9 al 18 giugno 1989                | 38eme Salon International de l'Aéronautique et de l'Espace                                                                                   | Mikoyan-Gurevich MiG-29 (nessuna vittima)                                                        |
| dal 14 al 23 giugno 1991               | 39eme Salon International de l'Aéronautique et de l'Espace                                                                                   |                                                                                                  |
| dall'11 al 20 giugno 1993              | 40eme Salon International de l'Aéronautique et de l'Espace                                                                                   |                                                                                                  |
| dall'11 al 18 giugno 1995              | 41eme Salon International de l'Aéronautique et de l'Espace                                                                                   |                                                                                                  |
| 1997 (data sconosciuta)                | 42eme Salon International de l'Aéronautique et de l'Espace                                                                                   |                                                                                                  |
| dal 13 al 20 giugno 1999               | 43eme Salon International de l'Aéronautique et de l'Espace                                                                                   | Sukhoi Su-30 (nessuna vittima)                                                                   |
| dal 17 al 24 giugno 2001               | 44eme Salon International de l'Aéronautique et de l'Espace                                                                                   | Presentazione del Rafale                                                                         |
| dal 15 al 22 giugno 2003               | 45eme Salon International de l'Aéronautique et de l'Espace                                                                                   |                                                                                                  |
| dal 13 al 19 giugno 2005               | 46eme Salon International de l'Aéronautique et de l'Espace                                                                                   | Presentazione dell'Airbus A380                                                                   |
| dal 18 al 24 giugno 2007               | 47eme Salon International de l'Aéronautique et de l'Espace                                                                                   |                                                                                                  |
| dal 15 al 21 giugno 2009               | 48eme Salon International de l'Aéronautique et de l'Espace                                                                                   |                                                                                                  |
| dal 20 al 26 giugno 2011               | 49eme Salon International de l'Aéronautique et de l'Espace                                                                                   |                                                                                                  |
| dal 17 al 23 giugno 2013               | 50eme Salon International de l'Aéronautique et de l'Espace                                                                                   | Ritorno dell'aviazione russa con in particolare la prima presentazione mondiale del Sukhoi Su-35 |
| dal 15 al 21 giugno 2015               | 51eme Salon International de l'Aéronautique et de l'Espace                                                                                   |                                                                                                  |

Il salone non si è sempre tenuto in estate. Agli inizi, con l'eccezione del 1928 (l'11ma edizione), l'esposizione aveva luogo in inverno. L'estate venne scelta a partire dal 1949 (secondo salone dopo la guerra) in quanto stagione ottimale per consentire dimostrazioni in volo degli aeromobili esposti. La prima attività aerea si ebbe sul cielo dell'aeroporto di Orly e durò un solo giorno il 14 maggio. Nell'edizione seguente, il 19mo salone internazionale dell'aviazione, furono organizzate dimostrazioni in volo per 9 giorni (dal 22 giugno al 1º luglio).
La manifestazione aerea non è stata sempre organizzata ogni due anni. La decisione fu presa in occasione del salone del 1924 (la 9ª edizione). La scelta di adottare gli anni dispari fu presa congiuntamente da Louis Charles Breguet, presidente della Chambre syndicale des industries aéronautiques (CSIAé) e da André Granet, il commissario dal salone.